# Bartosz Morawski
Bartosz Morawski – polski scrabblista, dwukrotny mistrz Polski w scrabble. Dziewięciokrotnie zajmował pierwsze miejsce w rankingu PFS, ostatnio w 2019 roku. Pochodzi z Wrocławia.